# Hansgeorg Bankel
Hansgeorg Bankel (* 1949 in Lauf an der Pegnitz) ist ein deutscher Bauforscher.

## Leben und Wirken
Hansgeorg Bankel studierte von 1969 bis 1975 Architektur an der TU München. Es folgte 1976/77 ein Aufbaustudium Baudenkmalpflege in Rom am International Centre for Conservation und an der Università di Roma. 1978/79 erhielt er das Reisestipendium des Deutschen Archäologischen Instituts, 1979/80 ein Promotionsstipendium der Fritz Thyssen Stiftung. Von 1982 bis 1984 war er Assistent am Lehrstuhl für Baugeschichte der TU München bei Gottfried Gruben, von dem er 1986 mit einer Arbeit zum spätarchaischen Aphaiatempel von Ägina promoviert wurde. 1986 bis 1991 war er Referent für Bauforschung an der Abteilung Istanbul des Deutschen Archäologischen Instituts, von 1991 bis 1993 leitete er die Abteilung Ingenieurbauwesen (Brücken, Wasserbau, Tunnelbau) am Deutschen Museum in München. Von 1993 bis 2015 lehrte er als Professor für Architekturgeschichte und Bauaufnahme an der Fakultät für Architektur der Hochschule für angewandte Wissenschaften München.
Bankel publizierte zur griechischen und römischen Architektur, zu Carl Haller von Hallerstein und Leo von Klenze, zur Metrologie, Kurvatur und Polychromie griechischer Tempelarchitektur. Zu seinen derzeitigen Projekten gehören Bauuntersuchungen in Priene, Knidos und Minturnae sowie Studien zum Münchner Landschaftsmaler Carl Rottmann.
Bankel ist korrespondierendes Mitglied des Deutschen Archäologischen Instituts, Mitglied (zeitweise auch im Vorstand als zweiter Vorsitzender) der Koldewey-Gesellschaft und Mitglied des Fachbeirats der Mitteilungen des Deutschen Archäologischen Instituts, Römische Abteilung.

## Veröffentlichungen (Auswahl)
- als Hrsg.: Carl Haller von Hallerstein in Griechenland 1810–1817. Architekt, Zeichner, Bauforscher. Reimer, Berlin 1986, ISBN 3-496-00840-7.
- als Hrsg. (gemeinsam mit Ursula Quatember): Post aus Babylon. Robert Koldewey, Bauforscher und Ausgräber. Briefe aus Kleinasien, Italien, Deutschland und dem Vorderen Orient 1882 bis 1922, Wien 2018, ISBN 978-3-85161-191-5.
- Der spätarchaische Tempel der Aphaia auf Aegina (= Denkmäler antiker Architektur. Band 19). de Gruyter, Berlin 1993, ISBN 3-11-012808-X.

## Ausstellungen
- 1985/1986: Carl Haller von Hallerstein in Griechenland (München Nürnberg, Berlin)
- 1992/1993: Santiago Calatrava. Brücken und andere Ingenieurbauwerke (Deutsches Museum)